# Chlorocruorine
La chlorocruorine (du grec chloros, « vert », et du latin cruor, « sang ») est une hémoprotéine du plasma sanguin de nombreux annélides, notamment chez certains polychètes marins,. Elle possède une affinité pour l'oxygène plus faible que celle de la plupart des hémoglobines. Elle paraît verte dans les solutions diluées — d'où son nom — mais rouge pâle dans les solutions concentrées,,.
Sa structure est très semblable à celle de l'érythrocruorine, constituée d'un grand nombre de sous-unités globine d'environ 16 à 17 kDa chacune. L'ensemble peut compter sensiblement plus d'une centaine de sous-unités globine, avec plusieurs dizaines de protéines de liaison, pour un poids total de plusieurs milliers de kilodaltons. La seule véritable différence entre chlorocruorine et érythrocruorine résident dans leur groupe prosthétique, de type héminique dans les deux cas, mais de structure différente. Cette énorme molécule flotte généralement librement dans le plasma et n'est pas contenue dans des cellules sanguines,.